# TOSE
TOSE Co., Ltd. (jap. 株式会社トーセ Kabushiki-gaisha Tōse) – japoński producent gier komputerowych z siedzibą w Kioto założony 1 listopada 1979. Firma wyprodukowała ponad 1000 gier, w tym porty znanych gier, takich jak np. Chrono Trigger.